# Trajano (cruzador)
O cruzador Trajano ou Cruzador e corveta mista Trajano (por um breve período também chamado de Toneleiros) foi um navio de guerra do tipo cruzador pertencente a Armada Imperial Brasileira de 1873 a 1889 e depois a Marinha do Brasil de 1889 a 1906.

## Histórico
O cruzador foi construído no estaleiro do Arsenal de Marinha do Rio de Janeiro entre 1872 e 1873. Teve seu batimento de quilha no dia 27 de maio de 1872 e foi incorporado a Armada no ano seguinte. Seu nome Trajano é uma homenagem ao engenheiro naval Trajano Augusto de Carvalho sendo ele mesmo o projetor do navio.
Entre as primeiras missões do cruzador Trajano foi seguir em companhia do navio que levava a família imperial aos Estados Unidos, acompanhado-os até o Pará, em abril de 1876. No ano de 1884 foi incorporado a Esquadra de Evoluções, grupo dos melhores navios da Armada Imperial que tinha como objetivo estudar e desenvolver novas táticas de combate e comunicação naval.

### Revolta da Armada
Entre os anos de 1891 e 1894 estoura a Revolta da Armada promovido por unidades da Marinha Imperial Brasileira contra os governos da recém-imposta república brasileira após o Golpe de 1889, que havia sido consolidada através da Primeira Ditadura Militar do Brasil. O cruzador Trajano toma parte da revolta em 1893 bombardeando algumas posições no Rio de Janeiro. Neste período é renomeado temporariamente para Toneleiros.
Em 1906 termina a carreira do Trajano tendo sido sua baixa registrada pelo Aviso n.º 499 de 11 de abril.